# Liste der Mitglieder des 2. Danziger Volkstages
Diese Liste nennt die Abgeordneten des zweiten Volkstags der Freien Stadt Danzig. Dieser wurde in der Wahl vom 18. November 1923 bestimmt und bestand vom 1. Januar 1924 bis zum 3. Dezember 1927. Die Regierung der Stadt war der Senat Sahm II.

## Sitzverteilung
- KPD: 11
- SPD: 30
- Polen: 5
- Sonst.: 5
- DPFW: 8
- Z: 15
- DVP: 6
- DNVP: 33
- DSP: 7

Der Volkstag hatte 120 Sitze. Diese verteilten sich
- Deutschnationale Volkspartei (DNVP), 33 Sitze
- Vereinigte sozialdemokratische Partei (SPD), 30 Sitze
- Zentrumspartei, 15 Sitze
- Kommunistische Partei (KPD), 11 Sitze
- Deutsche Partei für Wirtschaft und Fortschritt (DPWF), 8 Sitze
- Deutsch-Soziale Partei (DSP), 7 Sitze
- Deutsch-Danziger Volkspartei (DVP), 6 Sitze
- Polnische Partei, 5 Sitze
- Freie Vereinigung der Beamten, Angestellten und Arbeiter (A. B. A.), 3 Sitze
- Mieter- und Wirtschaftspartei (MuW), 1 Sitz
- Vereinigung der Fischer, Räucherer, des Kleingewerbes und der Handwerker, 1 Sitz

1925 schlossen sich die Deutsche Partei für Wirtschaft und Fortschritt und die Freie Vereinigung der Beamten, Angestellten und Arbeiter zur Deutschliberalen Partei (DLP) zusammen.

## Abgeordnete
Diese Liste kann kleine Ungenauigkeiten enthalten und unvollständig sein.
| Name                    | Fraktion              | Anmerkung |
| ----------------------- | --------------------- | --- |
| Paul Albrecht           | DNVP                  | 0 |
| Franz Arczynski         | SP                    | 0 |
| August Arndt            | DPWF, DLP             | 0 |
| Emil Bahl               | DVP                   | wahrscheinlich letzter Nachrücker der Partei                                                                              |
| Johannes Bergmann       | DSP                   | 0 |
| Otto Beyer              | SP                    | 0 |
| Hans Bing               | SP                    | 0 |
| Kurt Blavier            | DVP                   | 0 |
| Hermann Böcker          | DNVP                  | 0 |
| Walther Böhm            | Fischer und Räucherer | schloss sich der Fraktion der Deutschnationalen Volkspartei (DNVP) an                                                     |
| Ernst Briechle          | DVP                   | wurde Senator, dafür rückte Polster nach                                                                                  |
| Arthur Brill            | SP                    | 0 |
| Adolf Brodowski         | DNVP                  | 0 |
| Paul Bukmakowski        | KP                    | 0 |
| Siegfried Bumke         | DNVP                  | 0 |
| Erich Burandt           | DNVP                  | 0 |
| Georg Bürgerle          | DNVP                  | 0 |
| Joseph Cierocki         | Zentrum               | Nachrücker |
| Hans Dahsler            | DNVP                  | 0 |
| Franz Doerksen          | DNVP                  | 0 |
| Emma Döll               | KP                    | 0 |
| Johannes Dyck           | DNVP                  | 0 |
| Franz Ediger            | A. B. A., DLP         | 0 |
| Oskar Ehm               | DNVP                  | 0 |
| Paul Eichholtz          | DNVP                  | 0 |
| Erich Eppich            | A. B. A., DLP         | 0 |
| Bernhard Evert          | Zentrum               | 0 |
| Albert Falk             | DVP                   | 0 |
| Martha Falk             | SP                    | 0 |
| Gustav Falkenberg       | DNVP                  | 0 |
| Julius Fischer          | SP                    | 0 |
| Paul Fischer            | DNVP                  | 0 |
| Anton Fooken            | SP                    | 0 |
| Karl Formell            | Zentrum               | Nachrücker 1924 oder 1925, wurde 1925 nebenamtlicher Senator                                                              |
| Emil Förster            | DPWF, DLP             | 0 |
| Karl Fuchs              | Zentrum               | wurde Senator, Nachrücker wurde Schulz                                                                                    |
| Richard Gaikowski       | Zentrum               | 0 |
| Bruno Gebauer           | SP                    | 0 |
| Julius Gehl             | SP                    | 0 |
| Arthur Gerick           | SP                    | |
| Max Glombowski          | DNVP                  | Nachrücker für Matthaei                                                                                                   |
| Charlotte Grundmann     | DNVP                  | 0 |
| Friedrich Grünhagen     | SP                    | 0 |
| Leopold Guttzeit        | DNVP                  | 0 |
| Theodor Habel           | DNVP                  | 0 |
| Anton Harnau            | DVP                   | 0 |
| Rudolf Herrmann         | DSP                   | 0 |
| Walter Hoffmann         | KP                    | 0 |
| Hans-Albert Hohnfeldt   | DSP                   | 0 |
| Bernhard Hoppe          | Zentrum               | 0 |
| Werner Husen            | DVP                   | Nachrücker für den Senator Unger                                                                                          |
| Friedrich Janzen        | Zentrum               | später ausgeschieden ? |
| Albert Jedwabski        | Polnische Partei      | 0 |
| Julius Jewelowski       | DPWF, DLP             | wurde 1925 nebenamtlicher Senator                                                                                         |
| Walter Joseph           | SP                    | 0 |
| Anni Kalähne            | DNVP                  | 0 |
| Bernhard Kamnitzer      | SP                    | 0 |
| Erich Karkutsch         | DNVP                  | 0 |
| Johann Karschewski      | SP                    | 0 |
| Rudolf Keruth           | DPWF, DLP             | 0 |
| Johannes Klapps         | KP                    | 0 |
| Felix Klawitter         | Zentrum               | 0 |
| Gustav Klingenberg      | SP                    | |
| Paul Kloßowski          | SP                    | 0 |
| Agnes Knoblauch         | DNVP                  | 0 |
| Helene Kreft            | KP                    | 0 |
| Frank Kubacz            | Polnische Partei      | 0 |
| Josef Kuckelkorn        | Zentrum               | 1925–1927 |
| Lucie Kuntz             | DPWF, DLP             | Nachrückerin für Leiding                                                                                                  |
| Bruno Kurowski          | Zentrum               | wurde nebenamtlicher Senator                                                                                              |
| Marie Landmann          | Zentrum               | 0 |
| Bonifatius Łangowski    | Polnische Partei      | 0 |
| Hermann Laschewski      | KP                    | 0 |
| Otto Lehmann            | DSP                   | 0 |
| Karl Leiding            | DPWF, DLP             | Für ihn rückte Lucie Kuntz nach                                                                                           |
| Bernhard Lembke         | DSP                   | 0 |
| Albert Lemke            | DNVP                  | 0 |
| Georg Leu               | SP                    | 0 |
| Fritz Lietzau           | DNVP                  | 0 |
| Wilhelm Lischnewski     | KP                    | 0 |
| Ernst Loops             | SP                    | 0 |
| Konrad Lück             | DPWF, DLP             | 0 |
| Albert Maier            | DSP                   | 0 |
| Paul Malachinski        | KP                    | nachgerückt 1925 |
| Meta Malikowski         | SP                    | 0 |
| Wilhelm Mathien         | SP                    | 0 |
| Adelbert Matthaei       | DNVP                  | Parlamentspräsident vom 31. Januar 1921 bis zum 1. Oktober 1921. Nach seinem Tod am 21. Januar 1924 rücke Glombowski nach |
| Johannes Mau            | SP                    | 0 |
| Edmund Mayen            | DNVP                  | 0 |
| Marie Meyer             | DNVP                  | 0 |
| Zygmunt Moczynski       | Polnische Partei      | 0 |
| Adelheid Mohn           | DVP                   | 0 |
| Wladislaus Mroczkowski  | Mieter und Wirtschaft | schloss sich der Fraktion der Sozialdemokratischen Partei an                                                              |
| Hans Müller             | SP                    | 0 |
| Franz Neubauer          | Zentrum               | 0 |
| Hugo Neumann            | DPWF, DLP             | 0 |
| Rudolf Nordwig          | DSP                   | 0 |
| Wladislaw Panecki       | Polnische Partei      | 0 |
| Eduard Philipsen        | DNVP                  | 0 |
| Max Plettner            | SP                    | 0 |
| Otto Polster            | DVP                   | Nachrücker für Senator Briechle                                                                                           |
| Wilhelm Rahn            | SP                    | 0 |
| Felix Raschke           | KP                    | 0 |
| Arthur Raube            | KP                    | Nachrücker 1924–1927 |
| Walter Reek             | SP                    | 0 |
| Karl Rehberg            | SP                    | 0 |
| Robert Retzkowski       | KP                    | 0 |
| Alma Richter            | DPWF, DLP             | 0 |
| Erich Rohde             | Zentrum               | 0 |
| Anton Sawatzki          | Zentrum               | wurde nebenamtlicher Senator                                                                                              |
| Hermann Schede          | DNVP                  | bis 1925 |
| Eduard Schilke          | Zentrum               | 0 |
| Gustav Schlichting      | DNVP                  | 0 |
| Eduard Schmidt          | SP                    | 0 |
| Robert Schmidt          | DPWF, DLP             | 0 |
| Wilhelm Schülke         | DPWF, DLP             | wahrscheinlich Nachrücker, nicht in Wahlvorschlag von 1923 enthalten                                                      |
| Johannes Schulz         | Zentrum               | Nachrücker für Fuchs 1924, dann ausgeschieden                                                                             |
| Walter Schulz           | KP                    | 0 |
| Otto Schütz             | DNVP                  | 0 |
| Heinrich Schwegmann     | DNVP                  | 0 |
| Alfred Semrau           | DNVP                  | 0 |
| Richard Senftleben      | DNVP                  | 0 |
| Fritz Spill             | SP                    | 0 |
| Franz Splett            | Zentrum               | bis 1925 |
| Stahnke                 | DNVP                  | ?? Nachrücker?? |
| Adolf Treichel          | DNVP                  | Volkstagspräsident 1921–1923                                                                                              |
| Ernst Unger             | DVP                   | wurde Senator, dafür rückte Husen nach                                                                                    |
| Richard Wagner          | A. B. A., DLP         | 0 |
| Paul Weiß               | Zentrum               | 0 |
| Friedrich Wendt         | DNVP                  | 0 |
| Eugen Werner            | SP                    | 0 |
| Stefan Wessalowski      | DNVP                  | 0 |
| Wladislaus Wierschowski | SP                    | 0 |
| Walter Wisniewski       | Zentrum               | 0 |
| Ernst Ziehm             | DNVP                  | 0 |
| Martha Zuper            | Zentrum               | Nachrückerin |